# Carlo Bo
Carlo Bo Sanguinetti (Sestri Levante, 25 de enero de 1911-Génova, 21 de julio de 2001) fue un hispanista y crítico literario italiano, gran especialista en literatura francesa.

## Biografía
Nacido en una familia de juristas, fue hijo de Angelo Bo, notario de Sestri Levante, de ideología liberal mazziniana, y de la católica Ada Sanguinetti. Alumno de los jesuitas en el Instituto Arecco de Génova, un profesor de griego, Camillo Sbarbaro, inclina al aplicado alumno al estudio de la literatura antigua. En 1929 empieza a estudiar literatura clásica en Florencia en Letras y se licencia en letras modernas en 1934, doctorándose con una tesis sobre Joris-Karl Huysmans y se doctora por segunda vez tras pasar dos años en la Universidad Católica de Milán, con una tesis sobre Charles Augustin de Sainte-Beuve. Conoce a Giovanni Papini, Piero Bargellini, Mario Luzi, Vittorio Sereni, Nicola Lisi, Carlo Betocchi y Ardengo Soffici; con algunos de ellos animó la revista Il Frotespizio, donde escribe desde 1930 a 1938. También entabla amistad con el eslavista Renato Poggioli, Tommaso Landolfi, Leone Traverso, el hispanista Oreste Macrí, Piero Bigongiari, Alessandro Bonsanti y el poeta Eugenio Montale, que será su gran amigo toda la vida y con quien tuvo tertulia primero en el "Caffè San Marco" y más tarde en el Le Giubbe Rosse. Definido a sí mismo como un intento de católico agustinista, escribió importantes ensayos y fue editorialista del milanés Corriere della Sera y colaborador de numerosos periódicos (Il Nuovo Corriere, La Stampa) y revistas; dio un importante impulso a los estudios sobre Giacomo Leopardi. En 1940 tradujo las poesías de Federico García Lorca. También fue el primer crítico italiano que ha contribuido a la difusión de la poesía de Juan Ramón Jiménez en Italia. A fines de los años treinta fue el protagonista del Hermetismo italiano junto con Elio Vittorini y Vasco Pratolini y en 1938 empezó a enseñar literatura francesa en la Universidad de Urbino. Elegido rector magnífico el 8 de marzo de 1947, desempeñó ese cargo ininterrumpidamente hasta su muerte; fundó en 1968 la Libera Università di Lingue e Comunicazione, universidad privada que posee hoy su sede principal en Milán. Entre 1972 y 1992 presidió el jurado del Premio Literario Basilicata. El 18 de julio de 1984 el presidente de la República Sandro Pertini lo nombró senador vitalicio por su alta contribución a la cultura italiana; inscrito en el Grupo Mixto, se unió a la Democracia Cristiana, pero después volvió a su independencia en las filas del Partido Popular. Miembro de la Séptima Comisión permanente de Instrucción Pública y Bienes Culturales desde el 30 de mayo de 1996 al 21 de julio de 1998. Poseyó la Orden de Mérito de la República Italiana (1960) y fue caballero de la Legión de Honor (1961). Murió al caer por unas escaleras en Génova.

## Obras principales
- Jacques Rivière (1935)
- Otto studi (1939)
- Saggi di letteratura francese (1940)
- Carte spagnole (1941, 1948)
- Lirici spagnoli, traducción de Carlo Bo. (1941)
- Narratori spagnoli. Antología de novelas y narraciones desde los orígenes a nuestros días por Carlo Bo. Milán: Bompiani, 1941.
- La poesía con Juan Ramón. Milán: Edizioni di Rivoluzione, 1941.
- Bilancio del surrealismo (1944)
- Antología del Surrealismo. Edizioni di Uomo, Milano, 1944.
- Diario (aperto e chiuso): 1932-1944. Edizioni di Uomo, Milano, 1945.
- In margine a un vecchio libro. Bompiani, Milano, 1945.
- L’assenza, la poesia. Edizioni di Uomo, Milano, 1945.
- Mallarmé (1945)
- L'eredità di Leopardi e altri saggi (1964)
- La religione di Serra. Saggi e note di lettura (1967)
- Della letteratura (1987)